# Mikion-Maler
Der Mikion-Maler war ein attisch-rotfiguriger Vasenmaler, tätig im späten 5. Jahrhundert v. Chr. in Athen.
Ihm werden die Fragmente zweier Lekaniden zugeschrieben, die beide vom Töpfer Mikion signiert sind:
- Fragment einer Lekanis von der Pnyx: Athen, Agora Pnyx 124 (P 349)
- Fragmente einer Lekanis von der Athener Akropolis: Athen, Nationalmuseum Akr. 594

Auf beiden Stücken findet sich eine weitere Namensinschrift eines Euemporos, der hier möglicherweise als Maler signiert hat, womit dies dann der wirkliche Name des sonst nur unter dem Notnamen „Mikion-Maler“ bekannten Künstlers wäre.